# Дьедиу, Маланг
Маланг Дьедиу (фр. Malang Diedhiou; род. 30 апреля 1973, Зигиншор) — сенегальский футбольный судья. В 2018 году решением ФИФА был включён в список главных арбитров для обслуживания матчей Чемпионата мира в России.
С 2009 года включён в список арбитров ФИФА, работал на матчах финального раунда Кубка африканских наций 2015 и 2017 годов. В 2017 году был назначен помощником гамбийского арбитра Бакари Гассама для работы на Кубке Конфедераций 2017 года в России.
Отличается очень мягким судейством, в среднем за игру показывает немногим более 2 жёлтых карточек (2,04 за игру, согласно статистике судейства в 52 международных матчах — данные на июнь 2018 года, перед ЧМ). Вместе с тем — проявил себя максимально жёстко применительно к сборной России в матче группы А Чемпионата мира по футболу 2018, где Уругвай и Россия играли за первое место в группе.
По состоянию на декабрь 2014 года возглавлял таможенное подразделение Дакарского порта.

## Работа на крупных международных турнирах
- Чемпионат африканских наций 2014 в ЮАР[9]
  - Зимбабве vs Уганда (Групповая стадия).
- Кубок африканских наций 2015 в Экваториальной Гвинее[9]
  - Кабо-Верде vs ДР Конго (Групповая стадия).
- Чемпионат мира по футболу среди юношеских команд 2015 в Чили[9]
  - Новая Зеландия vs Сирия (Групповая стадия).
  - Южная Корея vs Бельгия (1/8 финала).
- Чемпионат африканских наций 2016 в Руанде[9]
  - ДР Конго vs Эфиопия (Групповая стадия).
  - Уганда vs Зимбабве (Групповая стадия).
- Олимпийские игры 2016 в Бразилии[9]
  - Япония vs Швеция (Групповая стадия).
  - Фиджи vs Южная Корея (Групповая стадия).
- Чемпионат африканских наций 2018 в Марокко[9]
  - Судан vs Нигерия (Полуфинал).
- Чемпионат мира по футболу 2018 в России.
  - Уругвай vs Россия (Групповая стадия).
  - Коста-Рика vs Сербия (Групповая стадия).
  - Бельгия vs Япония (1/8 финала).